# 남한산성문화제
남한산성문화제는 경기도 광주시에서 열리는 축전이다.